# 段翳
段翳（?—?），字元章。广汉郡新都县（今四川省成都市新都区）人。东汉医家。
段翳修习《易经》，懂得风角，善合膏药。当时有人跟着他学习，虽然没有到，他必定预知他们的姓名。曾经告告守渡口的官吏：“某日当有诸生二人，挑担问段翳的住处，希望你们告知。”后来就像他说的一样。又有一个学生来跟他学习，许多年后，自称大致学会究术，辞归乡里。段翳为他配置膏药，并用简书封在筒中，告诉这个学生：“有紧急情况打开来看。”学生到葭萌，与官吏抢着渡河，守渡口的官吏打破了学生随从的头。学生打开筒子看到简书，说到了葭萌，与官吏争斗头破了，用这个膏药包头。学生采纳其言，伤者用了之后就好了。学生叹服，于是回去完成学业。段翳一生隐居窜迹，在家中去世。

## 延伸阅读
[在维基数据编辑]
 《後漢書·卷82上》，出自范晔《後漢書》